# 3 Words
A 3 Words Cheryl brit énekesnő debütáló nagylemeze, mely 2009. október 23-án jelent meg a Fascination Records gondozásában. A projekt Cole első szóló kiadása, miután együttese, a Girls Aloud szünetet tartott. A csapat öt sikeres albumot és húsz top 10-es kislemezt adott ki.
Cole javarészt Los Angeles-ben és London-ban dolgozott will.i.am (a The Black Eyed Peas tagja) mellett. Ő egy olyan hatást gyakorolt a lemezre, mely egy jelentősen más hangzást adott a Girls Aloud-os számokhoz képest. R&B, pop, dance-pop és house jegyekre épült az album. A kritikusok átlagosan 62 pontot ítéltek a 3 Words-nek 100-ból.
Az album előtt megjelent a Fight for This Love, mely 2009 leggyorsabban fogyó kislemeze lett az Egyesült Királyságban, de Magyarország mellett Norvégiában, Dániában és Írországban is első helyezett felvétel lett. A brit albumlistán az album első helyezett lett, háromszoros platina minősítést elérve 900 000 eladott példánnyal. A lemezről két további kislemez jelent meg, a 3 Words és a Parachute.

## Háttér
Cole első szóló munkája a will.i.am-mel közös Heartbreaker volt. A Passions of Girls Aloud forgatása után Cheryl lehetőséget kapott, hogy megjelenhessen a dalhoz készülő videóklipben. Később az újra kiadott brit változaton is közreműködhetett. Ez a változat felkerült Cole albumára, mivel will.i.am Songs About Girls című lemezéről kihagyták a felvételt. 2009. április 27-én jelentették be, Cole szóló anyagon dolgozik. Az énekesnő Syience, Taio Cruz, és Wayne Wilkins mellett is dolgozott. Cruz két dalt szerzett Cheryl-nek, az egyik a Break Your Heart, melyet a Polydor lemezkiadó elutasított, hiszen szerintük túlságosan hasonlít a Heartbreaker-re. Cruz megtartotta a dalt, és saját, Rokstarr című albumának első kislemezeként adta ki. A kislemez a brit kislemezlistán és a Billboard Hot 100-on is első helyezett lett. A másik, Stand Up című szerzemény viszont felkerült az albumra.
Amikor az album címét kérdezték, Cole elmondta, hogy egy olyan címet tervez, mely a 3 Words kifejezést tartalmazza majd. Több cím merült még fel, például a Three Syllables és az Unveiled, Cole úgy érzett, a Girls Aloud nélkül nincs több védelme, ezt jelképezi a borítón látható fátyol. Az albumborító Nick Knight munkája. Knight így vélekedett: „habár a paparazzók állandóan fényképezik, nem olyan a kamera előtt, mint a profi modellek […] Ettől függetlenül jó volt Cheryl-lel dolgozni […] csak más egy tapasztalt modellt fényképezni.”

## Kompozíció
Az album a will.i.am-mel közös címadó dallal indul, mely Cheryl kedvence. Szerinte a dal teljesen más, mint amiket együttesével csinált. Cole stílusára a dance zene, többek között David Guetta és Kelly Rowland közös slágere, a When Love Takes Over gyakorolt hatást. A Parachute című számot Ingrid Michaelson és Marshall Altman szerezte, producere Syience volt, Cole egyedinek találta a felvételt. Hozzátette, ezt tervezte az album első kislemezének. A Heaven (will.i.am szerzeménye) volt az első szám, mely az albumra készült. A szerzemény D.I.M. Is You című dalára épül.
Első kislemeze, a Fight for This Love demó formában érkezett hozzá. Cole egyből érezte, kislemez lesz a dalból. A Rain On Me-t Sam Watters és Louis Biancaniello írta, a lemez egyik utolsó dalaként készült. A felvétel Los Angeles-ben készült. A Make Me Cry az első will.i.am-mel közösen készült dal. A dalhoz will.i.am barátnője adta az ihletet. A Happy Hour (akkori címén: Sweet and Sour) rendkívül elnyerte Cheryl tetszését. A Soulshock & Karlin produceri munkájával készült dal Cole szerint 60-as évekbeli hangzással rendelkezik.
A Stand Up-ot Taio Cruz és Fraser T. Smith szerezte. Délelőtt a Break Your Heart-ot, délután a Stand Up-ot írták.
Cruz abszolút klubszámnak titulálta a felvételt. Cruz rappel is a dalban. Cole szerint azon számok egyike, mely egyből felvidít. A Don’t Talk About This Love Chris Braide és Nikola Bedingfield szerzeménye, utóbbi Daniel és Natasha Bedingfield húga. Eredetileg Nikola Bedingfield vette fel debütáló középlemezére, viszont Cole-nak megtetszett a szám. A Boy Like You will.i.am közreműködésével készült, a Fleetwood Mac 1987-es Little Lies című kislemezéből tartalmaz sample-ket. Cole modernné akarta alakítani a számot. Az albumon hallható a szintén will.i.am-mel közös Heartbreaker.

## Promóció
2010 májusában és júniusában Cole a The Black Eyed Peas turnéjának, a The E.N.D. World Tour európai állomásain jelenhetett meg. Fight for This Love, Boy Like You, Make Me Cry, Parachute, Fireflies, 3 Words, Rain on Me és Stand Up című dalaival lépett fel. 3 Words című dalát gyakran will.i.am mellett adta elő. A V Festival, Radio 1's Big Weekend és Summertime Ball című rendezvények első szóló fellépései közé sorolhatóak. Néhány dal toplistákon jelent meg az album kiadását követően: 3 Words (26. hely), Parachute (116. hely), Boy Like You (105. hely), Stand Up (112. hely), Heaven (122. hely), Rain on Me (135. hely), Make Me Cry (154. hely), Happy Hour (165. hely) és Don’t Talk About This Love (177. hely).

### Kislemezek
A Fight for This Love az album első európai kislemeze, melynek producere Wayne Wilkins és Steve Kipner, szerzője Andre Merritt. Cole először a The X Factor műsorában adta elő október 18-án. Az ezt követő héten az Egyesült Királyságban és Írországban is listavezető lett a dal. A szám végül 2009 legkeresettebb kislemezévé vált. Európa-szerte top 10-es, Norvégiában, Magyarországon és Dániában első lett. Ausztráliában második kislemezként jelent meg. Az Egyesült Királyságban 900 000 eladott példány után platina minősítést kapott.
A 3 Words (közreműködik will.i.am) az album második kislemeze az Egyesült Királyságban és Írországban, ahol negyedik és hetedik helyezést ért el. Ausztráliában első kislemezként került kiadásra, ahol ötödik lett, ezzel a legsikeresebb Girls Aloud-kiadvány lett. Olaszországban hetedik helyezést ért el. Az Egyesült Királyságban ezüst minősítést kapott, Ausztráliában platinát.
A Parachute a 3 Words harmadik kislemezeként került kiadásra, viszont csak az Egyesült Királyságban és Írországban. Előbbiben top 5-ös szám lett, 2010 márciusában jutott el az ötödik helyig. Írországban harmadik top 10-es száma, itt negyedik lett. Az Egyesült Királyságban ezüst minősítéssel gazdagodott a dal.

## Az album dalai
|     | Cím                                     | Szerző(k)                                                       | Producer(ek)                  | Hossz |
| --- | --------------------------------------- | --------------------------------------------------------------- | ----------------------------- | ----- |
| 1.  | 3 Words (közreműködik will.i.am)        | William Adams, George Pajon, Cheryl Cole                        | will.i.am                     | 4:33  |
| 2.  | Parachute                               | Ingrid Michaelson, Marshall Altman                              | Syience                       | 3:39  |
| 3.  | Heaven (közreműködik will.i.am)         | Adams, Cole, Stacy Barthe, George Pajon                         | will.i.am                     | 4:37  |
| 4.  | Fight for This Love                     | Andre Merritt, Wayne Wilkins, Steve Kipner                      | Wayne Wilkins , Steve Kipner  | 3:43  |
| 5.  | Rain on Me                              | Louis Biancaniello, Olivia Waithe, Kipner                       | Wayne Wilkins, Samuel Watters | 3:50  |
| 6.  | Make Me Cry                             | Adams, Cole, Caleb Speir                                        | will.i.am                     | 4:35  |
| 7.  | Happy Hour                              | Carsten Schack, Kenneth Karlin, Kenan C. Ulusoy, Priscila Renea | Soulshock & Karlin            | 4:06  |
| 8.  | Stand Up (közreműködik Taio Cruz)       | Taio Cruz, Fraser T. Smith                                      | Taio Cruz, Fraser T. Smith    | 3:23  |
| 9.  | Don’t Talk About This Love              | Chris Braide, Nikola Rachelle                                   | Syience                       | 3:45  |
| 10. | Boy Like You (közreműködik will.i.am)   | Adams, Cole                                                     | will.i.am                     | 4:30  |
| 11. | Heartbreaker (will.i.am és Cheryl Cole) | Adams                                                           | will.i.am                     | 3:14  |

Bónusz tartalom
A CD-n számítógéppel további tartalmak jelennek meg:
- Videók, melyekben Cole a számokról beszél
- Számítógépre letölthető képek

Sample-k
- A Heaven D.I.M. Is You című dalából tartalmaz sample-ket.[23]
- A Happy Hour Renaldo Domino Nevermore című szerzeményére épül.[23]
- A Boy Like You Fleetwood Mac Little Lies című számának felhasználásával készült.[23]

### The B-Sides EP
Egy digitális középlemez – mely három B-oldalas dalt tartalmaz – 3 Words – The B-Sides EP címmel 2010. április 18-án jelent meg a Fascination Records gondozásában.
1. Didn’t I
2. Boys (producere: Fraser T. Smith)
3. Just Let Me Go (producere: Syience)

## Közreműködők
- William "Will.i.am" Adams – Producer, vokál, háttérvokál, szervezés, keverés, hangszerelés
- Louis Biancaniello – hangszerelés
- Cheryl Cole – vokál, zongora, producer, szervezés
- Taio Cruz – producer, vokál, hangszerelés
- Carsten Schack, Kenneth Karlin (Soulshock & Karlin) – producerek, szervezés, hangszerelés, keverés
- Steve Kipner – producer, szervezés
- Nick Knight – fényképezés
- Reggie "Syience" Perry – producer, szervezés
- Fraser T. Smith – producer, hangszerelés
- Samual "Sam" Watters – producer
- Wayne Wilkins – producer, szervezés, keverés
- Tom Coyne – maszterizálás

## Albumlistás helyezések és eladási adatok
Az album az Egyesült Királyságban 125 271 eladott példánnyal első helyen debütált. Az album második héten is tartotta vezető pozícióját. 2009. november 6-án elnyerte a lemez a platina minősítést, azóta 1 000 000 példány kelt el.
| Albumlista (2009/2010)         | Legjobb helyezés |
| ------------------------------ | ---------------- |
| Ausztrál albumlista            | 31               |
| Osztrák albumlista             | 26               |
| Belga albumlista (WA)          | 6                |
| Belga albumlista (VI)          | 9                |
| Holland albumlista             | 49               |
| Európai Top 100 Albums lista   | 7                |
| Francia albumlista             | 53               |
| Német albumlista               | 42               |
| Görög International albumlista | 15               |
| Ír albumlista                  | 2                |
| Olasz albumlista               | 56               |
| Koreai albumlista              | 35               |
| Norvég albumlista              | 18               |
| Lengyel albumlista             | 28               |
| Spanyol albumlista             | 64               |
| Svéd albumlista                | 42               |
| Svájci albumlista              | 52               |
| Brit albumlista                | 1                |

| Ország             | Szolgáltató | Minősítés  |
| ------------------ | ----------- | ---------- |
| Egyesült Királyság | BPI         | 3× Platina |
| Írország           | IRMA        | 2× Platina |
| Európa             | IFPI        | Platina    |
| Oroszország        | NFPF        | Arany      |

| Albumlista (2009) | Helyezés |
| ----------------- | -------- |
| Ír albumlista     | 23       |
| Brit albumlista   | 11       |
| Albumlista (2010) | Helyezés |
| Brit albumlista   | 37       |

| Előző Alexandra Burke - Overcome | Brit albumlista első helyezettje 2009. november 1. – 2009. november 15. | Következő JLS - JLS                  |
| Előző Alexandra Burke - Overcome | Skót albumlista első helyezettje 2009. november 7.                      | Következő Michael Bublé - Crazy Love |

## Megjelenések
| Ország             | Dátum             | Formátum               | Kiadó               |
| ------------------ | ----------------- | ---------------------- | ------------------- |
| Írország           | 2009. október 23. | CD, digitális letöltés | Polydor Records     |
| Egyesült Királyság | 2009. október 26. | CD, digitális letöltés | Fascination Records |
| Egyesült Királyság | 2009. október 26. | HMV bónusz változat    | Fascination Records |
| Olaszország        | 2010. február 12. | CD, digitális letöltés | Universal Music     |
| Hollandia          | 2010. február 12. | CD, digitális letöltés | Universal Music     |
| Svájc              | 2010. február 12. | CD, digitális letöltés | Universal Music     |
| Portugália         | 2010. február 15. | CD, digitális letöltés | Universal Music     |
| Oroszország        | 2010. február 15. | CD, digitális letöltés | Universal Music     |
| Mexikó             | 2010. március 16. | CD, digitális letöltés | Universal Music     |
| Brazília           | 2010. március 16. | CD, digitális letöltés | Universal Music     |
| Németország        | 2010. március 19. | CD, digitális letöltés | Universal Music     |
| Franciaország      | 2010. március 22. | CD, digitális letöltés | Universal Music     |
| Ausztrália         | 2010. április 9.  | CD, digitális letöltés | Universal Music     |
| Dánia              | 2010. május 17.   | Digitális letöltés     | Universal Music     |

## Fordítás
Ez a szócikk részben vagy egészben  a(z)   3 Words című angol Wikipédia-szócikk fordításán alapul.  Az eredeti cikk szerkesztőit annak laptörténete sorolja fel. Ez a jelzés csupán a megfogalmazás eredetét és a szerzői jogokat jelzi, nem szolgál a cikkben szereplő információk forrásmegjelöléseként.